# PSIS Semarang
Maillots

Le Persatuan Sepakbola Indonesia Semarang est un club indonésien de football basé à Semarang.

## Rivalités
Le principal concurrent du PSIS Semarang se nomme le Persijap Jepara. Les matchs entre ces deux équipes sont appelés Old Indonesia derby ou Central Java Derby.

## Palmarès
- Champion d'Indonésie : 1999